# Exposición Internacional de Jerusalén (1953)
La Exposición Especializada de Jerusalén de 1953 estuvo regulada por la Oficina Internacional de Exposiciones y tuvo lugar del 22 de septiembre al 14 de octubre de dicho año en la ciudad de Jerusalén, capital del Estado de Israel. Su tema fue "La conquista del desierto". Tuvo una superficie de 15 hectáreas y recibió a 1.500.000 visitantes.

## Países participantes
En esta exposición especializada participaron 14 países:
| Países participantes | Países participantes | Países participantes | Países participantes |
| -------------------- | -------------------- | -------------------- | -------------------- |
| Austria              | Bélgica              | Dinamarca            | Estados Unidos       |
| Finlandia            | Francia              | Israel               | Italia               |
| Noruega              | Países Bajos         | Reino Unido          | Suecia               |
| Suiza                | Turquía              |                      |                      |